# سوزان ستامبرغ
سوزان ستامبرغ (بالإنجليزية: Susan Stamberg)‏ (ولدت 7 سبتمبر 1938)، وهي صحفية إذاعية أمريكية، شاركت في استضافة البرنامج الرئيسي في الإذاعة الوطنية العامة «أل ثينغز كونسيدريد» (All Things Considered)، وكانت ستامبرغ في هذا الدور أول امرأة مذيعة أخبار وطنية، وتعد ستامبرغ واحدة من «الأمهات المؤسسات» للإذاعة الوطنية العامة إلى جانب نينا توتينبيرغ وليندا ويرثيمير والراحلة كوكي روبرتس، وبعد ما يقرب من 50 عامًا في الشبكة، تعمل ستامبرغ مراسلة خاصة حاليًا، وتظهر تقاريرها أسبوعيًا في «مورنينن اديشن» (Morning Edition) للإذاعة الوطنية العامة.

## النشأة
ولدت سوزان ستامبرغ في سوزان ليفيت في نيوآرك بنيو جيرسي، وتخرجت من كلية بارنارد في عام 1959.

## الحياة المهنية
لمدة 14 عامًا، بدءًا من عام 1972، عملت ستامبرغ مضيفة مشاركة لبرنامج «أل ثينز كونسيدريد» بمجلة الأخبار المسائية، وكانت أول امرأة تشغل منصب مذيعة للأخبار الوطنية الليلية في الولايات المتحدة، وقد حصلت على جائزة إدوارد مورو للمساهمات البارزة في الإذاعة العامة، كانت مضيفة «أديشن ويك اند سن داي» (Weekend Edition Sunday) من 1987 إلى 1989، وفي عام 1994، أُختيرت ستامبرغ لتدخل ضمن قاعة مشاهير الإذاعة، وفي عام 1996، أُدخلت ضمن قاعة المشاهير في الإذاعة الوطنية، في 3 مارس 2020، وضعت نجمة لستامبرغ في ممر الشهرة في هوليوود لمساهماتها في الإذاعة.
أجرت ستامبرغ مقابلة مع فريد روجرز عدة مرات في برنامج «أل ثينز كونسيدريد»، وفي الثمانينات، سجلت ستامبرغ وروجرز العديد من العروض الخاصة للتلفزيون.
كل عيد شكر منذ عام 1971، ستامبرغ تزود المستمعين الإذاعة الوطنية العامة بوصفة حماتها لصلصة بنكهة التوت البري التي تعد غير عادية لأن أحد المكونات الرئيسية هو الفجل، وفي كل عام تأتي ستامبرغ بطريقة جديدة لتقديم الوصفة، وخاصة مشاركة الطبق مع مغني الراب كوليو في 2010، وتعرف الوصفة باسم وصفة نكهة التوت البري لماما ستامبرغ (Mama Stemberg's Cranberry Relish Recipe)، على الرغم من أن كرايغ كليبورن قام بنشرها في الأصل في عموده الغذائي في عام 1959.
إن إحدى مقابلاتها الأكثر بروزًا هي المقابلة مع الاقتصادي ميلتون فريدمان الحائز على جائزة نوبل، جادلت ستامبرغ مع فريدمان حول مزايا السوق الحرة، زاعمةً أن محادثاتها مع سيارات الأجرة الروسية في شوارع نيويورك أظهرت أن المغتربين فضلوا الحياة في الدولة الشيوعية السابقة على مدى صعوبة حياتهم في الولايات المتحدة، ورفض فريدمان ملاحظة ستامبرج، قائلًا: (أنا أقول إذا كنت تريدين حقًا أن تعرفي ما يؤمنون بالفعل حول المزايا النسبية للنظامين، انظري إلى ما يفعلون! وليس ما يقولون، وما يفعلونه هو البقاء هنا، لا يعودون).
كانت ستامبرغ أيضًا أول مضيفة لسلسلة الفنون بي بي إس طويلة الأمد «ألايف فروم أوف ذا سنتر» (Alive from Off Center)، واستضافته من عام 1985 إلى عام 1986.

## الحياة الشخصية
تزوجت سوزان من لويس سي ستامبرغ، الذي توفي في 9 أكتوبر 2007، وخلال حياته الوظيفية مع وكالة التنمية الدولية، عمل لويس ستامبرغ موظف برامج، وأمضى أكثر من عامين في بعثة وكالة التنمية الدولية التابعة للولايات المتحدة في نيودلهي، ستامبرغ هي والدة الممثل جوش ستامبرغ، تكون ستامبرغ يهودية، وتعد قريبة أري شابيرو، المذيع الحالي «لأل ثينغز كونسيدريد».